# روما (تكساس)
روما (بالإنجليزية: Roma)‏ هي مدينة أمريكية تقع في ولاية تكساس.تبلغ مساحة هذه المدينة 7.5 (كم²)،ويبلغ عدد سكانها 9765 نسمة حسب إحصاء سنة 2010 م. تشير إحصاءات سنة 2000م بأن الكثافة السكانية في هذه المدينة تقدر بـ(1347.6) نسمة/كم2.

## التركيبة السكانية
حدّد مكتب تعداد الولايات المتحدة بيانات التركيبة السكانية لروما في تعداد الولايات المتحدة. في ما يلي، التركيبة السكانية حسب تعدادي 2000 و2010.

### تعداد عام 2000
بلغ عدد سكان روما 9,617 نسمة بحسب تعداد عام 2000، وبلغ عدد الأسر 2,678 أسرة وعدد العائلات 2,350 عائلة مقيمة في المدينة. في حين سجلت الكثافة السكانية 618.5 نسمة لكل كيلومتر مربع (1,601.9/ميل2). وبلغ عدد الوحدات السكنية 3,141 وحدة بمتوسط كثافة قدره 202 لكل كيلومتر مربع (523.2/ميل2).
وتوزع التركيب العرقي للمدينة بنسبة 90.30% من البيض و0.15% من الأمريكيين الأفارقة و0.20% من الأمريكيين الأصليين و0.04% من الأمريكيين ذوي الأصول الآسيوية و0.05% من سكان جزر المحيط الهادئ و7.76% من الأعراق الأخرى و1.51% من عرقين مختلطين أو أكثر و98.54% من الهسبانيون أو اللاتينيون من أي عرق.
بلغ عدد الأسر 2,678 أسرة كانت نسبة 58.8% منها لديها أطفال تحت سن الثامنة عشر تعيش معهم، وبلغت نسبة الأزواج القاطنين مع بعضهم البعض 64.3% من أصل المجموع الكلي للأسر، ونسبة 19.6% من الأسر كان لديها معيلات من الإناث دون وجود شريك، بينما كانت نسبة 3.8% من الأسر لديها معيلون من الذكور دون وجود شريكة وكانت نسبة 12.2% من غير العائلات. تألفت نسبة 11.7% من أصل جميع الأسر من عدة أفراد يعيشون في نفس المنزل ونسبة 7% كانت تتألف من شخص يعيش بمفرده يبلغ من العمر 65 عاماً أو أكثر. وبلغ متوسط حجم الأسرة المعيشية 3.59، أما متوسط حجم العائلات فبلغ 3.91.
بلغ العمر الوسطي للسكان 27.7 عاماً. وكانت نسبة 34.9% من القاطنين تحت سن الثامنة عشر، وكانت نسبة 11.4% بين الثامنة عشر والرابعة والعشرين عاماً، ونسبة 25.2% كانت واقعةً في الفئة العمرية ما بين الخامسة والعشرين والرابعة والأربعين عاماً، ونسبة 18.5% كانت ما بين الخامسة والأربعين والرابعة والستين، ونسبة 10% كانت ضمن فئة الخامسة والستين عاماً فما فوق. يوجد لكل 100 أنثى 87.9 ذكر، ويوجد لكل 100 أنثى في الثامنة عشر من عمرها فما فوق 80.9 ذكر.
بلغ متوسط دخل الأسرة في المدينة 15,563 دولارًا، أما متوسط دخل العائلة فبلغ 16,883 دولارًا. وكان متوسط دخل الذكور 16,020 دولارًا مقابل 12,656 دولارًا للإناث. وسجل دخل الفرد الخاص بالمدينة 7,539 دولارًا. وكانت نسبة 48.9% من العائلات ونسبة 54.3% من السكان تحت خط الفقر، وكان من هؤلاء نسبة 64.3% تحت سن الثامنة عشر ونسبة 46.3% في الخامسة والستين من العمر وما فوق.

### تعداد عام 2010
بلغ عدد سكان روما 9,765 نسمة بحسب تعداد عام 2010، وبلغ عدد الأسر 2,965 أسرة وعدد العائلات 2,482 عائلة مقيمة في المدينة. في حين سجلت الكثافة السكانية 628 نسمة لكل كيلومتر مربع (1,626.5/ميل2). وبلغ عدد الوحدات السكنية 3,438 وحدة بمتوسط كثافة قدره 221.1 لكل كيلومتر مربع (572.6/ميل2).
وتوزع التركيب العرقي للمدينة بنسبة 98.85% من البيض و0.06% من الأمريكيين الأفارقة و0.05% من الأمريكيين الأصليين و0.03% من الأمريكيين ذوي الأصول الآسيوية و0.84% من الأعراق الأخرى و0.16% من عرقين مختلطين أو أكثر و94.84% من الهسبانيون أو اللاتينيون من أي عرق.
بلغ عدد الأسر 2,965 أسرة كانت نسبة 50.7% منها لديها أطفال تحت سن الثامنة عشر تعيش معهم، وبلغت نسبة الأزواج القاطنين مع بعضهم البعض 57.7% من أصل المجموع الكلي للأسر، ونسبة 22.4% من الأسر كان لديها معيلات من الإناث دون وجود شريك، بينما كانت نسبة 3.6% من الأسر لديها معيلون من الذكور دون وجود شريكة وكانت نسبة 16.3% من غير العائلات. تألفت نسبة 15.4% من أصل جميع الأسر من عدة أفراد يعيشون في نفس المنزل ونسبة 9.5% كانت تتألف من شخص يعيش بمفرده يبلغ من العمر 65 عاماً أو أكثر. وبلغ متوسط حجم الأسرة المعيشية 3.29، أما متوسط حجم العائلات فبلغ 3.70.
بلغ العمر الوسطي للسكان 31.9 عاماً. وكانت نسبة 32.1% من القاطنين تحت سن الثامنة عشر، وكانت نسبة 9.6% بين الثامنة عشر والرابعة والعشرين عاماً، ونسبة 24.1% كانت واقعةً في الفئة العمرية ما بين الخامسة والعشرين والرابعة والأربعين عاماً، ونسبة 19.4% كانت ما بين الخامسة والأربعين والرابعة والستين، ونسبة 14.9% كانت ضمن فئة الخامسة والستين عاماً فما فوق. وتوزع التركيب الجنسي للسكان بنسبة 45.4% ذكور و54.6% إناث.